# Ardino

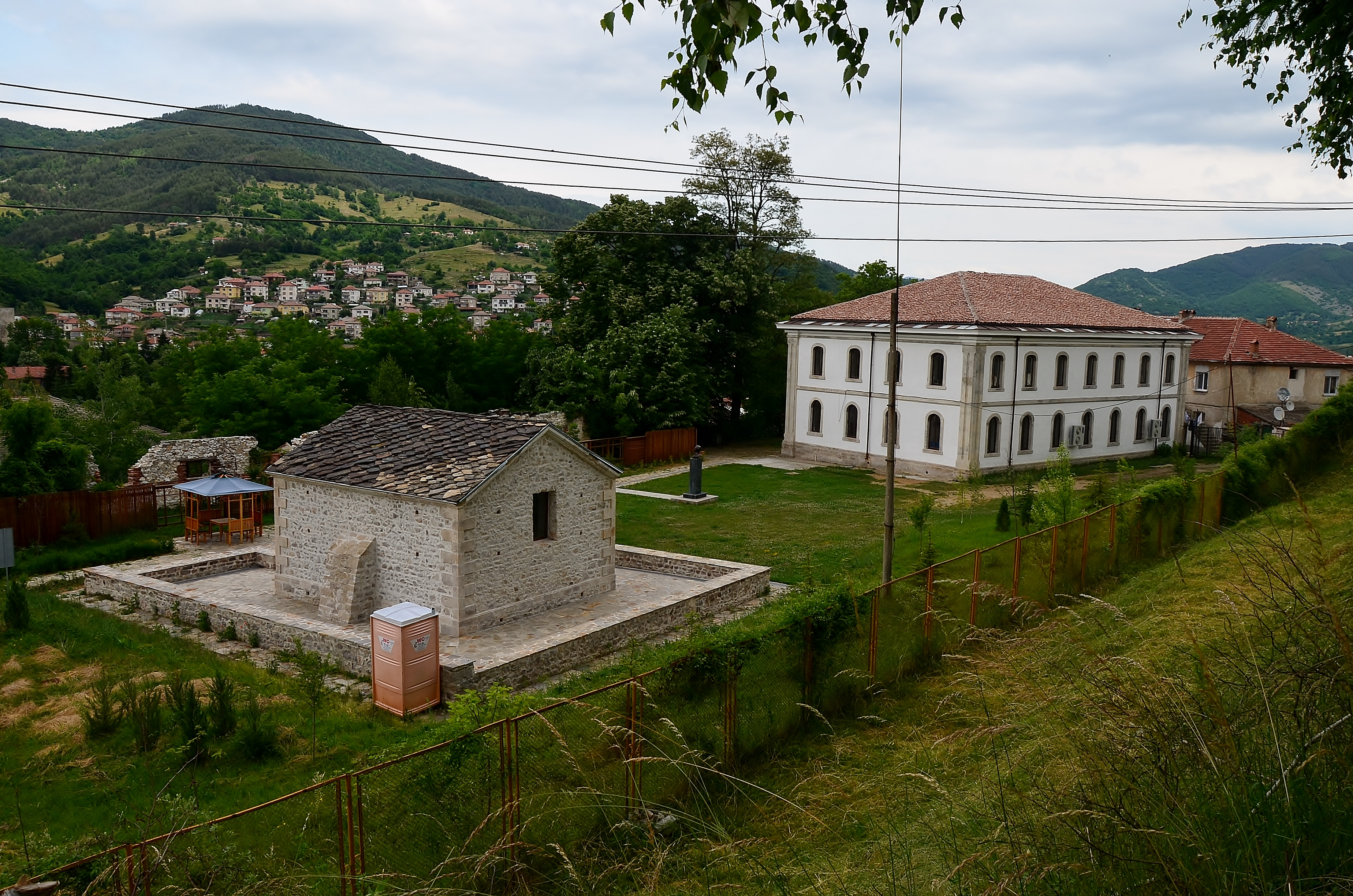
Az egykori oszmán lőszerraktár (jobbra) és a történelmi múzeum (balra)

Ardino (bolgárul: Ардино, törökül: Eğridere) város Bulgária déli részén, a Rodope-hegységben. A város Kardzsali megyében található, Madan városa közelében. Ardino Bulgáriában a textiliparáról híres. A városban van egy gépipari gyár és egy dohánygyár is.
A közelben található természeti látnivalók: a Saskő és az Ördög híd, amelyeket a turisták gyakran látogatnak. Ez a terület kb. 10 km-re található a várostól. A város lakossága 3500 fő, köztük sok kisebbségi él, a legnagyobb számú kisebbségben a török vannak.
2023-ban megnyílt Bulgária egyetlen dohánymúzeuma Ardinóban, és helyreállították az egykori oszmán lőszerraktárt is.

## Személyiségek
- Sabahattin Ali török író és tanár

## Fordítás
Ez a szócikk részben vagy egészben  az   Ardino című német Wikipédia-szócikk ezen változatának fordításán alapul.  Az eredeti cikk szerkesztőit annak laptörténete sorolja fel. Ez a jelzés csupán a megfogalmazás eredetét és a szerzői jogokat jelzi, nem szolgál a cikkben szereplő információk forrásmegjelöléseként.